# Kazimierz Kulik
Kazimierz Kulik – poseł do Sejmu Krajowego Galicji II kadencji (1867–1869), włościanin z  Siedlanki.
Wybrany w IV kurii obwodu Tarnów, z okręgu wyborczego nr 69 Ropczyce-Kolbuszowa. 